# 納斯卡區
14°49′58″S 74°56′10″W / 14.83278°S 74.93611°W
納斯卡區（西班牙語：Distrito de Nazca）是秘魯的一個區，位於該國中南部伊卡大區的納斯卡省，面積1,252.3平方公里，海拔高度588米，2005年人口25,125，人口密度每平方公里20人。